# Мадуэке, Нони
Чуквунонсо Тристан Мадуэке (англ. Chukwunonso Tristan Madueke; родился 10 марта 2002 года), более известный как Нони Мадуэке (англ. Noni Madueke) — английский футболист, вингер клуба «Арсенал» и сборной Англии.

## Клубная карьера
Воспитанник футбольной академии лондонского «Тоттенхэм Хотспур». В июне 2018 года 16-летний игрок принял решение о переходе в академию нидерландского ПСВ, подписав с клубом трёхлетний контракт.
26 августа 2019 года дебютировал в Эрстедивизи (втором дивизионе чемпионата Нидерландов) за команду «Йонг ПСВ», выйдя на замену в матче против клуба МВВ Маастрихт. 20 декабря 2019 года забил свой первый гол за «Йонг ПСВ» в матче против «Ден Босх».
19 января 2020 года дебютировал в Эредивизи (высшем дивизионе чемпионата Нидерландов) в матче против «ВВВ-Венло», заменив Брума на 73-й минуте.
20 января 2023 года перешёл в «Челси» за 29 млн фунтов, подписав с лондонским клубом контракт на семь с половиной лет. 2 мая 2023 года забил первый гол за «Челси» в гостевой игре с «Арсеналом» в рамках Премьер-лиги.
18 июля 2025 года перешёл в «Арсенал» за 48,5 млн фунтов (ещё 3,5 млн фунтов предусмотрены в виде бонусов), подписав пятилетний контракт.

## Карьера в сборной
Выступал за сборные Англии до 15, до 16, до 17 и до 18 лет.
В мае 2019 года принял участие в чемпионате Европы (до 17 лет), который прошёл в Ирландии.
В марте 2021 года был включён в заявку сборной Англии до 21 года на матчи группового этапа молодёжного чемпионата Европы 2021 года.
29 августа 2024 года получил свой первый вызов в главную сборную Англии. 10 сентября 2024 года дебютировал за сборную Англии в матче против сборной Финляндии.

## Личная жизнь
Мадуэке родился в семье нигерийцев.

## Статистика
| Выступление      | Выступление      | Выступление      | Чемпионат | Чемпионат | Кубки | Кубки | Еврокубки | Еврокубки | Прочие | Прочие | Итого | Итого |
| Клуб             | Лига             | Сезон            | Игры      | Голы      | Игры  | Голы  | Игры      | Голы      | Игры   | Голы   | Игры  | Голы  |
| ---------------- | ---------------- | ---------------- | --------- | --------- | ----- | ----- | --------- | --------- | ------ | ------ | ----- | ----- |
| ПСВ              | Эредивизи        | 2019/20          | 4         | 0         | 0     | 0     | 0         | 0         | 0      | 0      | 4     | 0     |
| ПСВ              | Эредивизи        | 2020/21          | 24        | 7         | 1     | 1     | 7         | 1         | 0      | 0      | 32    | 9     |
| ПСВ              | Эредивизи        | 2021/22          | 18        | 3         | 2     | 1     | 14        | 3         | 1      | 2      | 35    | 9     |
| ПСВ              | Эредивизи        | 2022/23          | 5         | 1         | 1     | 1     | 3         | 0         | 0      | 0      | 9     | 2     |
| ПСВ              | Итого            | Итого            | 51        | 11        | 4     | 3     | 24        | 4         | 1      | 2      | 80    | 20    |
| Челси            | Премьер-лига     | 2022/23          | 12        | 1         | 0     | 0     | 0         | 0         | 0      | 0      | 12    | 1     |
| Челси            | Премьер-лига     | 2023/24          | 23        | 5         | 11    | 3     | 0         | 0         | 0      | 0      | 34    | 8     |
| Челси            | Премьер-лига     | 2024/25          | 32        | 7         | 2     | 0     | 7         | 4         | 5      | 0      | 46    | 11    |
| Челси            | Итого            | Итого            | 69        | 13        | 13    | 3     | 7         | 4         | 5      | 0      | 94    | 20    |
| Всего за карьеру | Всего за карьеру | Всего за карьеру | 120       | 24        | 17    | 6     | 31        | 8         | 6      | 2      | 174   | 40    |

## Достижения
ПСВ
- Обладатель Кубка Нидерландов: 2021/22
- Обладатель Суперкубка Нидерландов: 2021

«Челси»
- Победитель Лиги конференций УЕФА: 2024/25
- Победитель Клубного чемпионата мира: 2025

Сборная Англии (до 21 года)
- Победитель молодёжного чемпионата Европы: 2023